# Сэвидж, Чарли
Ча́рли Уи́льям Ге́нри Сэ́видж (англ. Charlie William Henry Savage; родился 2 мая 2003, Лестер) — валлийский футболист, полузащитник английского клуба «Рединг» и национальной сборной Уэльса.

## Клубная карьера
Уроженец Лестера, Чарли является воспитанником футбольной академии «Манчестер Юнайтед». В апреле 2021 года подписал свой первый профессиональный контракт с «Манчестер Юнайтед». 8 декабря 2021 года дебютировал в основном составе «Манчестер Юнайтед» в матче группового этапа Лиги чемпионов УЕФА против «Янг Бойз», выйдя на замену Хуану Мате. Отец Чарли Робби Сэвидж комментировал дебютный матч своего сына на телеканале BT Sport.
27 января 2023 года отправился в аренду в клуб Лиги 1 «Форест Грин Роверс» до конца сезона 2022/23.
22 июля 2023 года перешёл в «Рединг», подписав с клубом четырёхлетний контракт.

## Карьера в сборной
Выступал за сборные Уэльса до 17, до 18, до 19 лет и до 21 года.
11 октября 2023 года дебютировал за главную сборную Уэльса в товарищеском матче против сборной Гибралтара.

## Личная жизнь
Чарли родился в Англии в семье известного валлийского футболиста Робби Сэвиджа.